# Municipio de Gävle
Gävle (en sueco: Gävle kommun) es un municipio de la provincia de Gävleborg, Suecia, en la provincia histórica de Gästrikland. Su sede se encuentra en la ciudad de Gävle. Geográficamente está localizado al norte de la desembocadura del río Dal y es el municipio más meridional de la región histórica de Norrland.
El municipio actual se creó en 1971, cuando la ciudad de Gävle se fusionó con cuatro municipios rurales circundantes.

## Localidades
Hay 16 áreas urbanas (tätort) en el municipio:
| #  | Tätort                          | Población |
| -- | ------------------------------- | --------- |
| 1  | Gävle                           | 76 761    |
| 2  | Valbo                           | 7232      |
| 3  | Forsbacka                       | 1724      |
| 4  | Bergby                          | 1562      |
| 5  | Hedesunda                       | 1124      |
| 6  | Norrsundet                      | 1011      |
| 7  | Åbyggeby                        | 1005      |
| 8  | Bönan                           | 918       |
| 9  | Furuvik                         | 724       |
| 10 | Björke                          | 665       |
| 11 | Överhärde                       | 558       |
| 12 | Lindbacka, Jonstorp y Källhagen | 507       |
| 13 | Harkskär y Utvalnäs             | 443       |
| 14 | Trödje                          | 355       |
| 15 | Berg                            | 304       |
| 16 | Sälgsjön                        | 210       |

## Demografía

### Desarrollo poblacional
| Gráfica de evolución demográfica de Gävle entre 1970 y 2019 |
|                                                             |
| Fuente: SCB                                                 |

## Ciudades hermanas
Gävle esta hermanado o tiene tratado de cooperación con:
- Álftanes, Islandia
- Gjøvik, Noruega
- Næstved, Dinamarca
- Rauma, Finlandia
- Galva, Illinois
- Buffalo City, Sudáfrica